# Yên Trạch, Thái Nguyên
Yên Trạch là một xã thuộc tỉnh Thái Nguyên, Việt Nam.

## Địa lý
Xã Yên Trạch có vị trí địa lý:
- Phía đông giáp xã Chợ Mới và xã Phú Lương
- Phía tây giáp xã Phượng Tiến và xã Trung Hội
- Phía nam giáp xã Hợp Thành và xã Phú Lương
- Phía bắc giáp xã Phượng Tiến.

Xã Yên Trạch có diện tích 112,68 km², dân số năm 2025 là 23.543 người. Khu vực được định hướng tập trung phát triển nông - lâm nghiệp, chăn nuôi gia súc theo hướng bền vững và dịch vụ du lịch. Hạ tầng giao thông của xã có tuyến quốc lộ 3C, đường Hồ Chí Minh. Địa bàn xã thuộc lưu vực sông Đu và sông Chợ Chu.

## Lịch sử
Tháng 6 năm 2025, xã Yên Trạch được thành lập trên cơ sở nhập toàn bộ diện tích tự nhiên, quy mô dân số của xã Yên Ninh (diện tích tự nhiên là 47,06 km²; dân số là 7.760 người); xã Yên Đổ (diện tích tự nhiên là 35,61 km²; dân số là 8.379 người) và xã Yên Trạch (diện tích tự nhiên là 30,01 km²; dân số là 7.404 người) của huyện Phú Lương. Trụ sở làm việc của xã nằm tại trụ sở xã Yên Đổ cũ.

## Hành chính
Đến năm 2009, Xã Yên Đổ được chia thành 17 xóm: Khe Thương, Gốc Vải, Đồng Chừa, Xóm Làng, Thanh Thế, Phố Trào, Xóm Kẻm, Xóm Hin, Khe Nác, Gia Trống, Cây Khế, Đá Mài, Ao Then, An Thắng, Thượng, Trung, Hạ.
Xã Yên Trạch được chia thành 12 xóm: Na Pháng, Bản Cái, Na Hiên, Bản Héo, Na Mẩy, Khuân Lặng, Khuân Cướm, Bài Kịnh, Đin Đeng, Khau Đu, Đồng Quốc, Làng Nông.
Đến năm 2009, xã Yên Ninh được chia thành 16 xóm: Đồng Phủ 1, Đồng Phủ 2, Suối Bén, Đồng Kem 4, Đồng Kem 10, Bắc Bé, Làng Muông, Ba Luồng, Khe Khoang, Bằng Ninh, Suối Hang, Đồng Danh, Ba Họ, Suối Bốc, Đồng Đình, Yên Phú. Năm 2019, sáp nhập hai xóm Đồng Kem 4 và Đồng Kem 10 thành xóm Đồng Kem, sáp nhập hai xóm Ba Luồng và Khe Khoang thành xóm Ba Luồng - Khe Khoang.